# Kilburn (North Yorkshire)

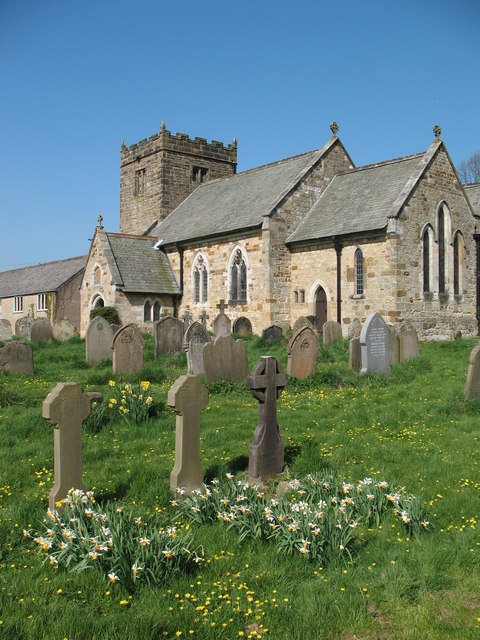
Kilburn (North Yorkshire): la chiesa di Santa Maria

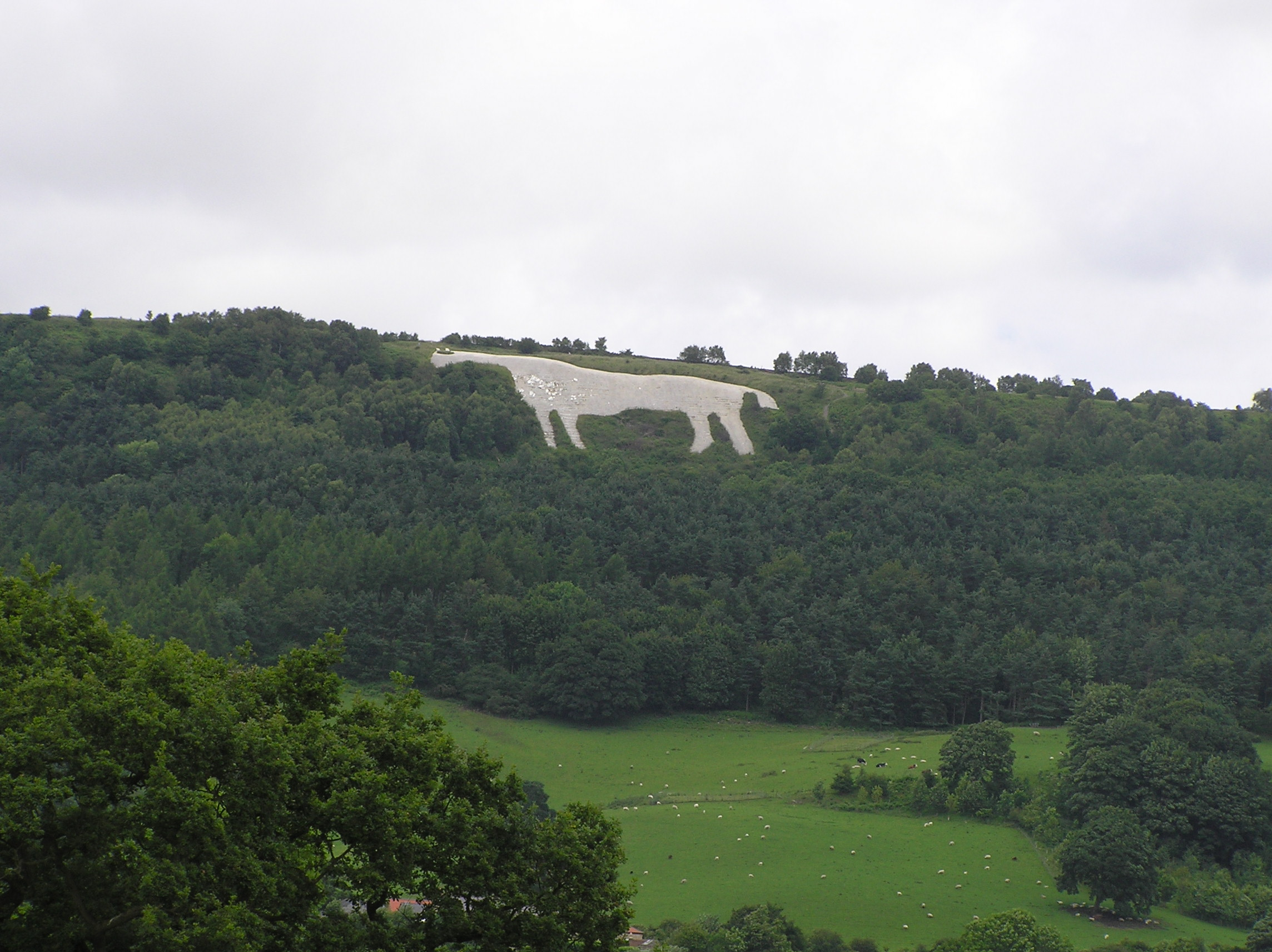
Il Cavallo Bianco di Kilburn, scultura del XIX secolo che ricorda figure preistoriche dell'Inghilterra meridionale

Kilburn è villaggio dell'Inghilterra nord-orientale, facente parte della contea del North Yorkshire e del distretto di Hambleton e situato in parte nell'area del parco nazionale delle North York Moors. Formato dall'unione dei villaggi di Low Kilburn e High Kilburn, conta una popolazione di circa 230 abitanti. La sua parrocchia civile si chiama Kilburn High and Low.
Il villaggio è famoso per il cosiddetto "Cavallo Bianco di Kilburn".

## Etimologia
Il toponimo Kilburn, attestato anche come Kylebourne  o Chilebourne, deriva dal termine ciele burma, che significa "corso d'acqua quieto", con riferimento al ruscello che scorre nel villaggio.

## Geografia fisica

### Collocazione
Kilburn si trova lungo i confini sud-occidentali del parco nazionale delle North York Moors, tra le località di Easingwold e Thirsk (rispettivamente a nord-ovest della prima e a sud est della seconda), a circa 35 km.

## Storia
Nel 1147 il villaggio fu governato da Robert Dayville, proprietario del maniero di Kilburn.
Nel 1349 la popolazione del villaggio fu devastata dalla pestilenza.

## Monumenti e luoghi d'interesse

### Chiesa di Santa Maria
A Kilburn si trova una chiesa normanna risalente al 1120 e dedicata a Santa Maria.

### Cavallo Bianco di Kilburn
Su una collina nei dintorni del villaggio si trova la figura del cosiddetto "Cavallo Bianco di Kilburn" (Kilburn White Horse), un'imitazione di geoglifi quali il Cavallo Bianco di Uffington o il Cavallo Bianco di Westbury disegnata nel 1857 da John Hodgson e finanziata da Thomas Taylor.

## Feste ed eventi
Di origine antica è la festa di Kilburn, che si tiene annualmente il primo sabato successivo al 6 luglio.